# Cold Prey 2 Resurrection – Kälter als der Tod
Cold Prey 2 Resurrection – Kälter als der Tod (Originaltitel: Fritt vilt II) ist ein norwegischer Horrorfilm aus dem Jahr 2008 und die Fortsetzung von Cold Prey – Eiskalter Tod. Kinostart war der 10. Oktober 2008, Regie führte Mats Sternberg.

## Handlung
Nach der Tragödie aus dem ersten Teil hat es die einzige Überlebende, Jannicke, gerade eben in die nächste Stadt geschafft. Der Weg von der Skihütte dahin ist schier unendlich, doch per Zufall findet ein Mann sie auf der Straße. Dieser liefert sie in das örtliche Krankenhaus ein. Hier schieben die Ärzte Herman, Camilla und Audhild ihren Dienst. Als Patienten sind nur noch eine ältere Frau und der kleine Daniel übrig, denn das Hospital soll bald geschlossen werden. Die Polizei geht währenddessen auf die Suche nach Jannickes Peiniger und versucht die Geschichte nachzuvollziehen. Laut Jannickes Aussage bei der polizeilichen Vernehmung sollen die Leichen ihrer Freunde und die des Täters in einer Gletscherspalte nahe einem verlassenen Hotel (Handlungsort des ersten Teils) sein. Tatsächlich werden die Ermittler fündig, die Leichen werden ebenfalls ins Hospital gebracht und dort aufgebahrt. Ihr behagt die Anwesenheit des Mörders jedoch gar nicht. Als sie dann Zeuge seiner Reanimation wird, rastet sie aus und muss vom Pflegepersonal ruhiggestellt werden. Während sie, medikamentös besänftigt, keine Möglichkeit hat, die Geschehnisse zu beeinflussen, kommt der Mörder wieder zu sich. Als sie in der Nacht aufwacht, ist es stockdunkel und anders als sonst.
Er tötet den bewachenden jungen Polizisten, indem er ihm die Kehle durchtrennt. Kurze Zeit später erschlägt er Audhild mit einem Feuerlöscher und bald darauf wird Herman mit einem Genickbruch von ihm getötet. Unbemerkt entdeckt Daniel Jannicke. Er durchtrennt mit einer Schere ihre Handfesseln und gemeinsam verlassen sie ihr Zimmer. Aus Angst Daniel könnte etwas zustoßen versteckt sie ihn in einem Wäscheschrank. Wenig später entdeckt sie einen Medikamentenschrank und beginnt eine Spritze zu befüllen. Diese stößt sie in ihrer Panik, ohne jedoch den Inhalt abzugeben, dann auch prompt in Camilla, als sie von ihr überrascht wird. Da sich die Ärztin Sorgen um Herman macht, trennen sich die beiden Frauen bald wieder. Auf ihrer Suche wird die Ärztin im Leichenschauhaus vom Mörder überrascht und in letzter Sekunde von Jannicke gerettet. Gemeinsam finden sie Daniel und gelangen mit ihm nach draußen, wo Camillas Freund Ole und Polizeibeamte sie bereits erwarten. Daniel wird von seiner Mutter abgeholt.
Während zwei Beamte und Camillas Freund das Hospital durchsuchen gehen, bleiben Jannicke und Camilla mit einem Polizeibeamten in einem Streifenwagen und warten ab. Der Suchtrupp wird vom Mörder überrascht und exekutiert, einzig Überlebender ist der schwer verletzte Ole. Kurz darauf greift der Mörder auch schon den draußen stehenden Polizeiwagen an und ermordet den Polizisten. Jannicke und Camilla werden im letzten Moment von Ole gerettet, als dieser mit letzter Kraft den Mörder anschießt und dann vor dem Krankenhaus tot zusammenbricht. Der Mörder flieht zurück in die Berge, woraufhin Jannicke die Verfolgung aufnimmt. Sie verbarrikadiert sich im Hotel und möchte ihm auflauern, wird aber vom Schlaf übermannt und wacht erst am nächsten Morgen auf, als sie angegriffen wird. Camilla ist Jannicke zum Hotel gefolgt und greift in das Geschehen ein, indem sie dem Mörder zwei Finger wegschießt. Gemeinsam kämpfen die beiden Frauen, bis schließlich Jannicke dem Mörder seine abgebrochene Spitzhacke in den Rücken schleudert, so dass dieser tödlich getroffen zusammenbricht. Um ganz sicherzugehen, nimmt sie kurz darauf das Gewehr und schießt auf den am Boden liegenden Killer.

## Produktion
Die Außenaufnahmen wurden in Jotunheimen und Otta gedreht. Die Krankenhausszenen wurden im Aslund-Krankenhaus in Ås gedreht.

## Erfolg
Am Startwochenende sahen über 101.000 Menschen den Film in den norwegischen Kinos. Er brach somit den 2003 durch Elling – Nicht ohne meine Mutter aufgestellten Zuschauerrekord von 71.000 eingelösten Kinotickets am Startwochenende und avancierte zum erfolgreichsten norwegischen Kinostart aller Zeiten.

## Kritiken
„Die handwerklich tadellose Fortsetzung des Überraschungserfolgs ‚Cold Prey‘ verlässt sich leider zu sehr auf Slasher-Standards und kann dem Vorgänger deswegen in Sachen Atmosphäre nicht das Wasser reichen. Trotzdem bleibt auch der zweite Teil zumindest für Fans des europäischen Horrorkinos immer noch sehenswert.“

„‚Cold Prey 2 – Resurrection‘ ist ein Sequel, der seinen Vorgänger nicht toppt, aber auch nicht schlechter abschneidet. Mit inszenatorischer Dichte ausgestattet und handwerklichem Können erstellt, bietet er, dem geneigten Zuschauer, guten Slasher-Stoff, der nicht den Fehler begeht, unbedingt neues Terrain erschließen zu wollen und dabei zu fehl zu gehen, sondern Altbewährtes stilgetreu umsetzt. Eine Empfehlung an Genre-Freunde, aber auch Neulinge dürften einen Blick nicht bereuen.“

„Die Norweger haben mit Cold Prey 2: Resurrection eine gelungene Fortsetzung abgeliefert, die nahtlos am Vorgänger anknüpft. Ein spannender, packender und kompromissloser Film mit dichter Atmosphäre, der jedoch ein paar kleine Fehler hat, die den positiven Gesamteindruck aber wenig schmälern.“

„Nach einer durchweg soliden ersten Stunde, driftet der Film in ein Territorium ab, in dem wohl gar kein logisches Denken mehr herrscht. […] Obwohl Cold Prey 2: Resurrection nicht an allen typischen Symptomen einer Horrorfortsetzung leidet, kann er nicht ganz an die Qualität des Vorgängers anknüpfen.“